# برهوت (السوم)

تعديل مصدري - تعديل

برهوت هي إحدى قرى عزلة السوم بمديرية السوم التابعة لمحافظة حضرموت، بلغ تعداد سكانها 269 نسمة حسب تعداد اليمن لعام 2004.